# 小河墓地

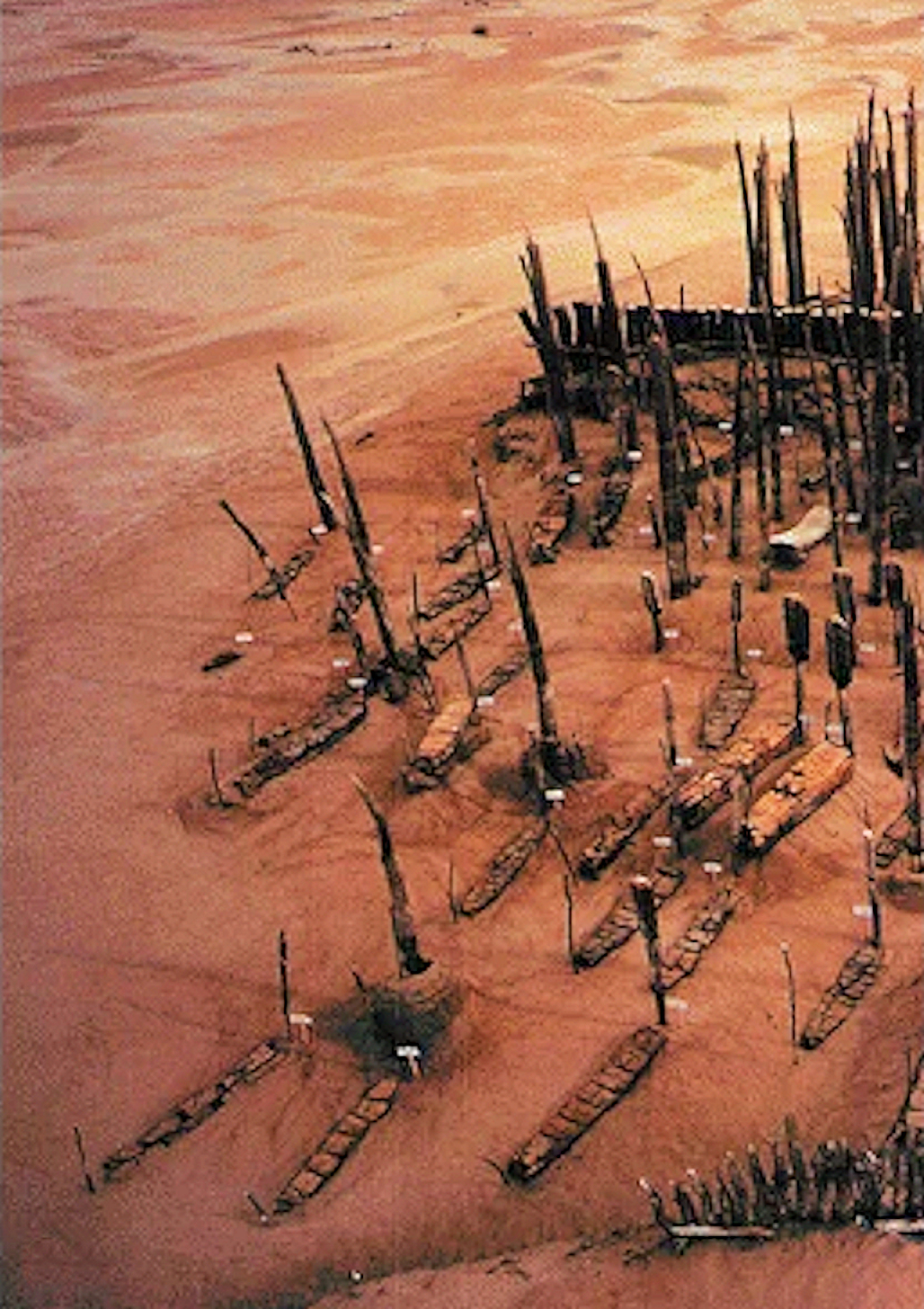
小河墓地（新疆ウイグル自治区）

小河墓地（しょうがぼち）は、中華人民共和国新疆ウイグル自治区バインゴリン・モンゴル族自治州チャルクリク県、ロプノール地域の孔雀河下流から南に約60キロメートルのロプノール砂漠に位置する、小河文化遺産の古代墓地である。。 2013年には、中華人民共和国国務院は第7陣全国重点文化財保護単位（古墳、第七批全国重点文物保护单位）に指定。
小河墓地に埋葬されている遺体はインド・ヨーロッパ系人種があり、墓地の一部の所有者が黄色人種でもあった。考古学的発掘調査によると、当時すでに青銅器が使用されていた。また考古学者らは、女性の墓地に埋葬品が豊富であることから、小河社会は母系制であったとしている。
墓地の名前は、南を流れる孔雀河の支流の「小川」（小河）に由来していて、1934年に小河墓地に入ったスウェーデンのスヴェン・ヘディン考古学調査団のフォルケ・ベリイマンにより命名。

## 写真集

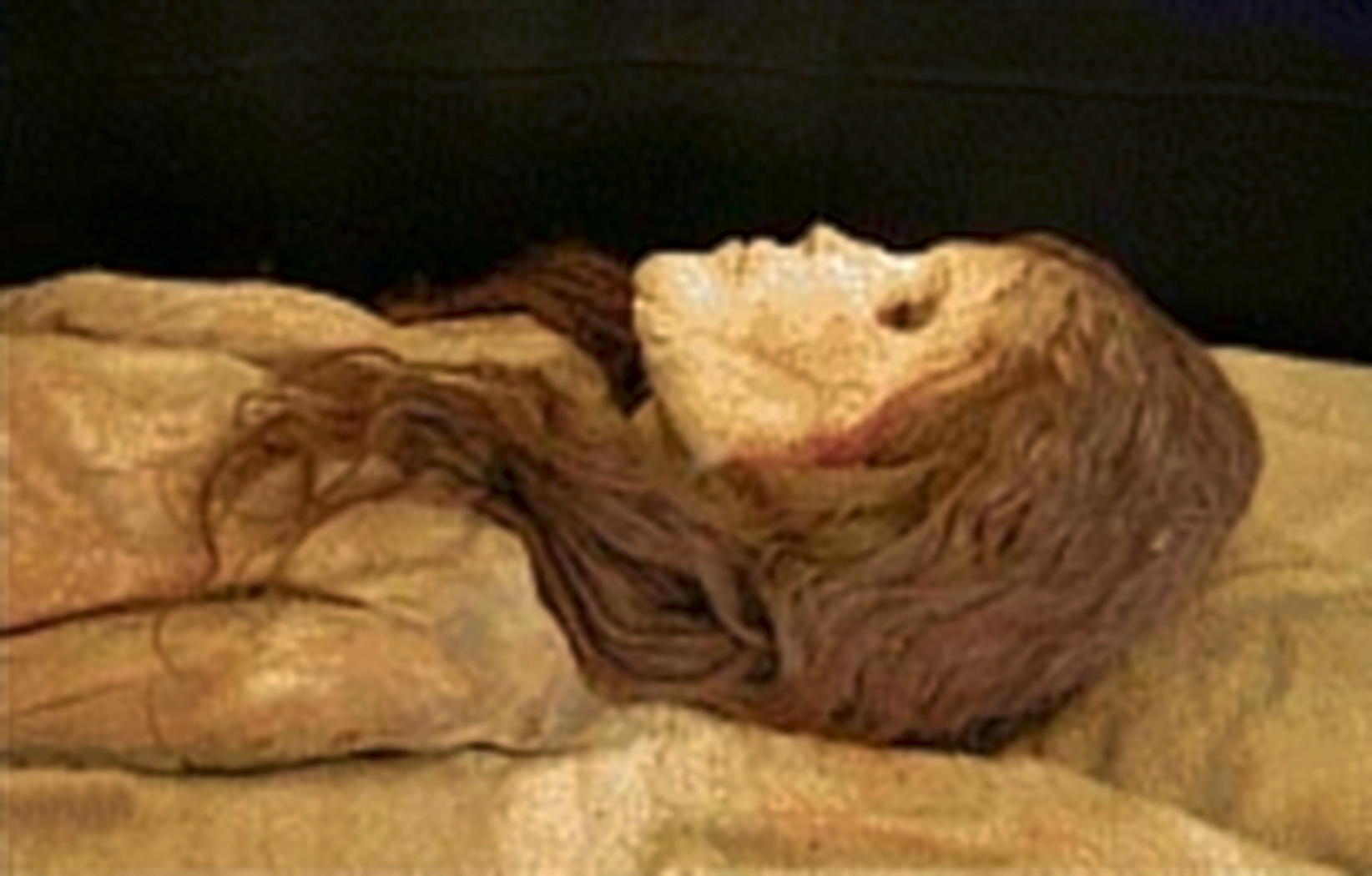
インド・ヨーロッパ系女性のミイラ
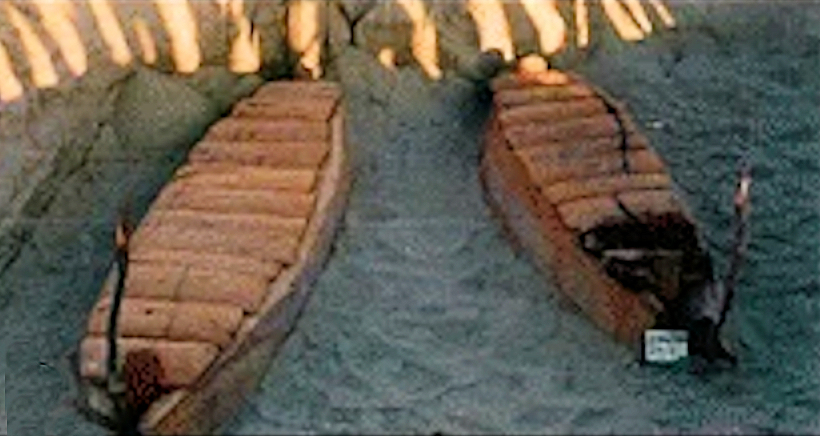
舟型の棺

## 参照項目
- 楼蘭博物館